# Sebastião Soares de Faria
Sebastião Soares de Faria (Lavrinhas, 29 de agosto de 1883 — São Paulo, 9 de outubro de 1952) foi um advogado, doutor em direito e professor e diretor da Faculdade de Direito do Largo de São Francisco.
Nascido em Pinheiros, hoje conhecida como Lavrinhas, começou a trabalhar, como repórter, no jornal A Noite. Em 1900 foi para o Cidade de Santos e dirigiu ainda a Revista de Direito Processual Civil.
A partir de 1902, lecionou quase todas as disciplinas do Ginásio Nogueira da Gama, em Jacareí, e ingressou na Faculdade Livre de Direito do Rio de Janeiro (uma das escolas que originou a Faculdade Nacional de Direito), onde começou o curso de Direito, transferindo-se em 1909 para São Paulo, onde concluiu, em 1911, o curso na Faculdade de Direito do Largo de São Francisco. A partir daí, deixou de lecionar, dedicando-se exclusivamente à profissão de advogado. Um de seus artigos, publicado em 1926 (Da Exclusão de Sócios nas Sociedades de Responsabilidade Ilimitada), mudou a maneira como se abordava a exclusão de sócios em sociedades.
Em 1933, passou em um concurso para lecionar na instituição onde se formou, na cadeira de Direito Comercial, de que se tornou livre docente quando habilitado. Em 1935, graduou-se como doutor, lente catedrático de Direito Comercial Internacional da Faculdade de Ciências Econômicas de São Paulo.
Na Faculdade de Direito de São Paulo, é considerado um dos mais prestigiados professores. Foi ainda diretor da Fadusp entre 1939 e 1940 e reitor interino da Universidade de São Paulo.
Foi membro do Instituto dos Advogados do Brasil e do conselho da Ordem dos Advogados de São Paulo. É o patrono da cadeira número 47 da Academia Paulista de Direito.

## Obras publicadas
- Investigação de paternidade illegitima: estudo theorico e pratico do artigo 365 do código civil brasileiro, São Paulo, Mayença, 1919
- Da concordata terminativa da fallencia, São Paulo, Saraiva, 1928
- Da concordata preventiva da fallencia, São Paulo, Saraiva, 1932
- Do abuso da razão social, São Paulo, Saraiva, 1933
- Principais theorias relativas ao onus probandi, São Paulo, Revista dos Tribunais, 1936
- Da prescrição da sentença e sua execução, Revista da Faculdade de Direito de São Paulo, São Paulo, v. 36,1941